# Jacques Distler
Jacques Distler (Montreal, 1 de janeiro de 1961) é um físico estadunidense nascido no Canadá. Trabalha com teoria das cordas. É desde 1994 professor de física da Universidade do Texas em Austin.

## Formação
Distler nasceu em Montreal, Canadá, em uma família judaica. Estudou na Universidade Harvard, onde obteve a graduação e um doutorado em física. Sua tese em 1987, Compactified String Theories, foi orientada por Sidney Coleman.

## Carreira em física
Antes de ir para a Universidade do Texas em Austin foi professor assistente na Universidade de Princeton.

## Vida privada
Distler mantém uma página dedicada a seu pai, que nasceu na Polônia e escapou dos alemães na Segunda Guerra Mundial.

## Publicações selecionadas
- A. LeClair and J. Distler, Gauge Invariant Superstring Field Theory, Nucl. Phys. B273 (1986) 552.
- J. Distler and H. Kawai, Conformal Field Theory and 2-D Quantum Gravity or Who's Afraid of Joseph Liouville?, Nucl. Phys. B321 (1989) 509.